# إميلي بير
إميلي بير (بالإنجليزية: Emily Bear)‏ هي عازفة الجاز وملحنة وعازفة بيانو أمريكية، ولدت في 30 أغسطس 2001 في روكفورد في الولايات المتحدة.

## وصلات خارجية
- الموقع الرسمي
- إميلي بير على موقع IMDb (الإنجليزية)
- إميلي بير على موقع ميوزك برينز (الإنجليزية)
- إميلي بير على موقع ديسكوغز (الإنجليزية)